# Kim Min-seok (pattinatore di velocità)
Kim Min-seok (김민석?; 14 giugno 1999) è un pattinatore di velocità su ghiaccio sudcoreano.

## Palmarès

### Olimpiadi
- 2 medaglie:
  - 1 argento (inseguimento a squadre a Pyeongchang 2018
  - 1 bronzo (1500 metri a Pyeongchang 2018).

### Olimpiadi giovanili
- 2 medaglie:
  - 2 ori (1500 m e partenza in linea a Lillehammer 2016).